# Ubogi pesnik
Ubogi pesnik (nemško Der arme Poet) je najbolj znana in najbolj priljubljena slika nemškega bidermajerskega slikarja Carla Spitzwega. Naslikana je bila leta 1839 in obstaja v treh varinatah  in dveh barvnih osnutkih in eni skici.

## Opis
Slika prikazuje pesnika v njegovi skromni podstrešni sobi. Ozko sobo osvetljuje majhno okno na levi. Na desni so špirovci strehe, na katerih visi dežnik, da zaščitijo spalni prostor pred vlago, ki kaplja skozi streho. Vrata sobe so vidna na desnem robu slike. Nasproti vrat je na levem robu slike iz zelenih ploščic nezakurjena peč. Ubogi pesnik nima postelje: namesto tega leži v žimnici ob steni tal, v jutranji halji, s pokrivalom za spanje na glavi. Na kolenih ima v levi roki nekaj strani rokopisa. Zdi se, da s prsti desne roke šteje vrstice pesmi. Pred žimnico so debele knjige in dve škatli s črnilnikom. Na hrbtu pokončne knjige skrajno desno so latinske besede: Gradus ad Parnassum (nemško Klassen zum Parnass – Stopnice do Parnasa), kar je bodisi naslov glavnega teoretičnega dela, ki ga je objavil avstrijski skladatelj Johann Joseph Fux, bodisi najverjetneje navodila za pisanje latinskih verzov, ki jih je jezuitski duhovnik Paul Aler objavil v Kölnu leta 1702. Na steni je pesnik verjetno pobarval z rdečo barvo metrično shemo heksametra. V steklenici je na štedilniku, zraven pomivalne posode, sveča, na vrvici za oblačila pa visi brisača. Cilinder visi na neogrevani cevi. V luknji peči so listi papirja, ki verjetno spadajo med papirje, ki ležijo pred njo in so tudi v latinščini označeni z Operum meorum fasciculum III ('tretji snopčič mojih del'). Pred štedilnikom je tudi en sam škorenj in zajec (pripomoček za sezuvanje čevljev). Levo od peči je lonec, na steni zraven visi plašč, sprehajalna palica pa je naslonjena na steno na skrajni levi strani slike. Za oknom se vidijo zasnežene strehe, kar kaže, da je mraz. Vendar je pesnik tako reven, da ostane v postelji, da se ogreje. Ogreva se lahko le, če svoja dela zažge.

## Analiza
Dolgo časa ni bilo negotovo, kaj pesnik počne s prsti desne roke. Očitna predpostavka je, da recitira verz. Po drugi interpretaciji med prsti drobi bolho, s katero bi Spitzweg ironično predstavljal neskladje med pesnikovo zahtevo in njegovo resničnostjo.
S temo umetniki v slabi sobi so se ukvarjali že pred Spitzwegom. Britanski slikar William Hogarth se je te teme prvi lotil leta 1736 (slika Nesrečni pesnik v stiski). Spitzweg si je naslov verjetno izposodil v drami Augusta von Kotzebueja, Ubogi pesnik (1812).

## Zgodovina
- Prva različica (zasebna zbirka)
- Tretja različica (ukradena)

Ubogi pesnik je Spitzwegova zgodnja mojstrovina. Vzor je bil najverjetneje nemški pesnik Mathias Etenhueber, ki je od 1722 do 1782 živel v Münchnu in trpel zaradi finančne stiske. Obstajajo tri dokončane različice slike, vse iz leta 1839: domnevna prva različica je v zasebni lasti in je bila nekoč posojena Germanisches Nationalmuseum v Nürnbergu. Najbolj znana različica je zdaj v Neue Pinakothek v Münchnu. To sliko je Spitzweg podaril svojemu nečaku Ludwigu. Ta jo je ponudil sedanjim lastnikom leta 1887. Druga različica je bila v Narodni galeriji v Berlinu. Ta slika je bila predmet politične umetniške kampanje Franka Uweja Laysiepena leta 1976. Delo je ukradel, a ga po 30 urah vrnil. 3. septembra 1989 so sliko iz palače Charlottenburg ukradli umetniški roparji skupaj s še eno Spitzwegovo sliko, Ljubezensko pismo. Do danes nobena od obeh slik ni bila odkrita.
Leta 1839 ga je Spitzweg izdal za razstavo v Münchenskem umetniškem združenju. Prejel je hude kritike, tudi 'predvidena šala' je bila opisana kot 'prazna in brezvezna'. Slika je bila zaznana kot nenavadna in zavrnjena kot posmeh poeziji.
Najzgodnejša skica olja (1837) je bila januarja 2012 na dražbi v Sotheby's v New Yorku prodana za 542.500 ameriških dolarjev. in je zdaj v muzeju Grohmann v Milwaukeeju.

## Sprejem
Prve kritike za slabega pesnika so bile tako slabe, da Spitzweg svojih slik ni več podpisoval z imenom, temveč le s svojim monogramom, stiliziranim Spitzweckom (različica žemlja).
Raziskava na začetku 21. stoletja je pokazala, da je Ubogi pesnik - takoj po Mona Lisi Leonarda da Vincija in Dürerjevem Zajcu - ena izmed najbolj priljubljenih slik Nemcev.
Nemška pošta je leta 2008 tej sliki namenila posebno poštno znamko.